# Hajos–Parrish–Eder–Sauer–Wiechert-reakció
A Hajos–Parrish–Eder–Sauer–Wiechert-reakció a szerves kémiában a prolin nevű aminosavval katalizált aszimmetrikus aldol reakció, amely különösen jelentős az enantioszelektív szintézisek területén és az organokatalízis egyik legkorábbi példája.
Az 1970-es évek elején felfedezett Hajos–Parrish katalitikus eljárásban prokirális szénatomot tartalmazó triketon (1) 0,3 mmol prolin katalizátor jelenlétében, N,N-dimetilformamid (DMF) oldószerben, egy biológiai körülményeket modellező aszimmetrikus gyűrűzárás során optikailag aktív (a síkban poláros fény polarizációs síkját elforgató) (+)-(3aS,7aS)-3a,4,7,7a-tetrahidro-3a-hidroxi-7a-metil-1,5(6H)-indándionná alakul át, 100%-os kitermeléssel és 93,4%-os enantiomerfelesleggel.
Ennek az optikailag aktív biciklusos hidroxiketonnak a sztereokémiáját röntgendiffrakciós vizsgálatok erősítik meg, amely szerint ez a szerkezet megfelel a digitoxigenin CD-gyűrű kristályszerkezetének. A (+)-2 ketol savas dehidratálása optikailag aktív éndionhoz, (+)-(7a,S)-7,7a-dihidro-7a-metil-1,5(6H)-indándionhoz (+)-3 vezet.
Hajos és Parrish nemcsak a 6,5-gyűrűs biciklusos ketolt (+)-2, hanem annak anguláris etil homológját (+)-4 is előállították. A vegyület sztereokémiája röntgendiffrakciós vizsgálatok szerint cisz konfigurációt mutat, de ez eltér a digitoxigenin CD-gyűrű kristályszerkezetétől. Ennek oka valószínűleg az etilcsoport és a C-4 és C-6 axiális hidrogének közötti 1,3-diaxiális kölcsönhatás, amely a 7a-etilcsoportot a hattagú gyűrű ekvatoriális, a 3a-hidroxilcsoportot pedig axiális helyzetbe irányítja.
Hajos és Parrish a (+)-2 homológját, a 6,6-gyűrűs biciklusos ketolt (-)-5 is előállították. Ebben a prolinnal katalizált szintézisben az oldószer kulcsszerepet játszik: N,N-dimetilformamidban (DMF) a 6,6-gyűrűs biciklusos ketol, dimetil-szulfoxidban (DMSO) pedig az optikailag aktív Wieland–Miescher-keton keletkezik, amely a (+)-3 éndion 6,6-gyűrűs homológja.
Az optikailag aktív Wieland–Miescher-keton előállítható a 6,6-gyűrűs biciklusos ketol (-)-5 dehidratálásával is. Az eljárások részletes leírásai, a reakciók ábrái és mechanizmusai az eredeti német szabadalomban és a tudományos közleményekben is megtalálhatók.
Eder, Sauer és Wiechert nem biológiai körülmények között, 47 mol% prolinnal és 1M perklórsav jelenlétében, acetonitril oldószerben, forralva közvetlenül a fent leírt éndiont, (+)-3-at állítottak elő. A Hajos–Parrish biciklusos ketolokat ebben a rendszerben nem tudták elkülöníteni. Harminchét évvel később a Schering berlini kutatóintézetében egy új kutatócsoport ismételte meg ezt a munkát, és sikerült nekik is az optikailag aktív 6,5-biciklusos ketolt előállítani a Hajos–Parrish katalitikus eljárással. A vegyület előállítását csak a Hajos–Parrish közleményekben lehetett megtalálni.
Hajos 1970 novemberében történt távozása után ezen a területen hosszabb ideig nem születtek új eredmények. 2000-ben Benjamin List és munkatársai kimutatták, hogy intermolekuláris aldol addíciók is elvégezhetők aldehidek és ketonok között prolinnal katalizáltan, de ehhez jelentősen több prolin szükséges.
A reakcióhoz nagy mennyiségű acetont (a keton reagens) kell használni, hogy a keton prolinnal történő oxazolidinonhoz vezető mellékreakcióját, valamint az aldehid prolinnal történő azometin-ilidhez vezető reakcióját visszaszorítsák.
List és munkatársai kiterjesztették a reakciót 1,2-diolok aszimmetrikus előállítására is.
Egy átfogó kutatási programban különféle katalizátorokat vizsgáltak, és azt találták, hogy a prolin és az 5,5-dimetil-tiazolidinium-4-karboxilát tiazóliumsó különösen hatékony az aminok széles körében.
A Wieland–Miescher-keton aszimmetrikus szintézise egy másik intramolekuláris prolinnal katalizált reakció, amelyet Barbas és munkatársai 2000-ben újra elemeztek.
2002-ben David MacMillan és munkatársai sikeresen kiterjesztették a prolinnal katalizált reakciót aldehidek egymás közötti aszimmetrikus aldol addíciójára is.
Ez azért jelentős, mert az aldehidek jellemzően önmagukkal kondenzálnak, így a kereszt-aldol reakciók aszimmetrikus megvalósítása jelentős szintetikus előrelépés.

## Reakciómechanizmus
A triketonnak prolinnal katalizált aszimmetrikus gyűrűzárására több reakciómechanizmust is javasoltak az évek során. Hajos (1974) egy enamin és egy hemiaminal (karbinolamin) mechanizmust is felvetett. Az enamin köztitermék szerepét 18O-dúsított vízzel végzett kísérletek alapján elvetette, mivel csak 7,2% 18O-dúsulást talált, míg a (+)-2 ketol reakciótermék egy ellenőrző kísérletben 34,1% 18O-dúsulást mutatott. Az oxigénizotóp beépülését 18O-jelzett CO2 tömegspektrometriás méréssel határozták meg.
A Hajos által javasolt hemiaminal (karbinolamin) egy iminium hidroxid tautomerré alakulhat. Az oldalláncban levő metil-keton az iminium hidroxid hatására enolizál, majd gyűrűzárással az optikailag aktív biciklusos ketol reakciótermék (+)-2 keletkezik katalitikus mennyiségű (S)-(-)-prolin jelenlétében.
Hajos későbbi vizsgálatai alapján a Swaminathan és munkatársai által javasolt molekuláris sablon mechanizmus („template mechanism”) energetikailag kedvezőbb, mint akár az enamin, akár a karbinolamin mechanizmus. A mechanizmus szerint a triketonnak prolinnal katalizált aszimmetrikus gyűrűzárásában, az oldószerben oldhatatlan prolin molekuláris sablonként, hidrogénkötéses komplexben fejti ki katalitikus és sztereodinamikus hatását. Ez a mechanizmus mind az intramolekuláris, mind az intermolekuláris aldolreakciókat értelmezi, és magyarázza a víz kedvező hatását a vízre érzékeny enamin köztitermékekre.
Az Agami-mechanizmus (1984) reakciókinetikai kísérletek alapján olyan enamin köztitermék létrejöttét feltételezi, amelyben két prolin molekula vesz részt az átmeneti szerkezetben. Houk mechanizmusa szerint (2001) azonban egyetlen prolin molekula is elegendő egy ciklikus átmeneti állapot kialakításához, amelyben a prolin karboxilcsoportja hidrogénkötést létesít.
List és munkatársai 2000-ben az intermolekuláris reakciókra is enamin köztiterméket javasoltak, a sztereoszelektivitást a Zimmerman–Traxler-modell alapján a Re oldalú (Re face) közelítéssel magyarázva. A prolin ketonnal képzett enaminja és az aldehid között a Re faciális közelítés előnyösebb, mivel a térigényes R csoport és a prolin egy szék konformációjú, hattagú gyűrűs komplex ellentétes oldalán helyezkedik el, amelyet hidrogénkötések stabilizálnak.
Az Si oldalú közelítésnél ezek a csoportok azonos oldalra kerülnek, ami térbeli akadályt jelent, így ez a közelítés energetikailag kevésbé kedvező.
Houk és List szerint az eredeti Hajos–Parrish triketon reakciót is az enamin mechanizmus vezérli, de az Agami által feltételezett két prolin molekulás átmenetet reakciókinetikai megfontolások alapján kizárták. A List által H218O vízben végzett kísérlet is ezt az enamin mechanizmust igazolja, amelyben az oxigénizotóp a termékbe beépül. List kizárta a Hajos-féle aminal (karbinolamin) mechanizmust, és leírta a prolin acetonnal történő reakcióját is, amely oxazolidinonhoz vezet:
Mivel ennek a reakciónak az egyensúlyi állandója csak 0,12, List szerint az oxazolidinon csak „parazita” szerepet tölt be.
Blackmond 2004-ben oxazolidinon köztitermékeket azonosított propanal és nitrozo-benzol prolinnal katalizált alfa-aminooxilációjában (NMR-rel):
Chiong Teck Wong a szingapúri High Performance Computing Intézetben ugyanezt az oxiaminációs reakciót tanulmányozta nitrozo-benzol és n-butanal modellen, optikailag aktív prolinol-szilil-éter katalizátorral. Wong eredményei azt mutatták, hogy a katalizátor egy enolt hoz létre, és enol-katalizátor komplexet formál, amely a főtermékhez vezet. Az (S)-N-nitrozo aldol termék nagy enantioszelektivitással keletkezik, amit a Pauling-féle elektronegativitási táblázat is alátámaszt. Az így keletkező aldolokat nátriumborohidrides redukcióval alkoholokká alakították, ahol a PN/PO arány ≥ 99:1.
Seebach és Eschenmoser 2007-ben egy 47 oldalas cikkben részletesen elemezték az oxazolidinonok szerepét, és arra a megállapításra jutottak, hogy ezek valójában kulcsponti köztes termékek lehetnek a prolinnal katalizált reakciókban. Kísérleteikben ciklohexanonból és egy aktivált prolin származékból oxazolidinont állítottak elő, majd ezt klorállal reagáltatva aldol addíciós terméket kaptak 45%-os kitermeléssel, 62%-os diasztereoszelektivitással és 76:24 enantiomer aránnyal.

## A reakció elnevezésének története
1985-ben Claude Agami professzor és munkatársai alkalmazták először a Hajos–Parrish-reakció elnevezést erre a prolinnal katalizált Robinson típusú annulációra. 1986-ban Henri B. Kagan és Claude Agami professzorok továbbra is ezt a nevet használták. 2001-ben Kagan professzor már a „Hajos–Parrish–Wiechert-reakció” elnevezést alkalmazta egy cikkében. 2002-ben Benjamin List professzor bővítette a névsort, és bevezette a „Hajos–Parrish–Eder–Sauer–Wiechert-reakció” kifejezést. Az organokatalízis területén megjelent cikkekben ma is mindhárom elnevezés előfordul, utalva a reakció történeti jelentőségére és több kutatócsoport hozzájárulására.